# Ed Gein
Pour les articles homonymes, voir Gein.
Edward Theodore Gein, né le 27 août 1906 à La Crosse dans le Wisconsin et mort le 26 juillet 1984 à Madison (Wisconsin) est un tueur en série « supposé » et voleur de cadavres américain.

## Biographie

### Jeunesse et formation
Son père, George Philip Gein (1873-1940) étant alcoolique, Ed Gein est élevé en compagnie de son frère aîné Henry (1901-1944), par sa mère, Augusta Wilhelmine née Lehrke (1878-1945), une luthérienne fanatique qui répète que les femmes sont toutes les « récipients du péché » et des créatures immorales,,. Elle s'ingénie alors à décourager tout désir sexuel chez ses fils, de peur que ceux-ci aillent en enfer. Femme dure et dominatrice, Augusta ne trouve aucune difficulté à imposer ses croyances par la force, tant à ses fils qu’à son mari qui n’a pas son mot à dire dans l’éducation des garçons. En réalité, Augusta méprise profondément son époux, allant jusqu'à prier chaque jour pour que celui-ci meure et demandant même à ses fils de l’accompagner dans ses suppliques. George Gein se met à battre sa femme.
Mais Augusta méprise tout autant ses fils et les insulte souvent, persuadée qu’ils vont devenir des ratés, « comme leur père ». Durant leur adolescence et le début de l’âge adulte, Augusta prive Henry et Edward de tout contact avec les jeunes de leur âge. Néanmoins, la seule femme à laquelle Ed Gein s’attache est sa mère, le jeune garçon lui vouant même un véritable culte, tandis que Henry, qui ne partage pas cette adoration, mène une vie plus normale.
En 1906, l'année même de la naissance de Edward, sa mère ouvre une épicerie à La Crosse, petite ville du Wisconsin à la frontière du Minnesota. Le commerce permet de faire vivre la famille confortablement.
En 1914, les Gein s'installent dans une ferme de près de 80 hectares située à 9 km de Plainfield, petite bourgade d'environ 640 habitants, se trouvant au centre du Wisconsin à environ 150 km au nord-est de La Crosse.
En 1919, alors qu'il est âgé de 13 ans, Edward est retiré de l'école par sa mère qui prend prétexte d'avoir besoin de lui pour les travaux de la ferme. Élève moyen, il est cependant excellent en lecture. Néanmoins, on ne lui connaît pas d'amis de son âge. D'un caractère timide et efféminé, il est victime des railleries de ses camarades de classe.
Durant les années suivantes, Ed et son frère Henry commencent à effectuer de petits emplois dans la ville pour aider à couvrir les frais de subsistance. Ils sont généralement considérés comme fiables et honnêtes par le reste de la communauté.
Le père de Gein meurt le 1er avril 1940, d'une insuffisance cardiaque, causée par son alcoolisme, à l'âge de 66 ans. De son côté, Henry entretient une relation avec une mère divorcée de deux enfants et prévoit d'emménager avec elle. Henry s'inquiète, par ailleurs, de l'attachement d'Ed à leur mère et leur fait souvent part de critiques concernant cette relation mère-fils.

### Première mort suspecte
Le 16 mai 1944, son frère Henry met le feu à un marais sur la propriété. L'incendie échappe à tout contrôle et les pompiers locaux sont appelés pour éteindre le sinistre et protéger la ferme familiale des flammes. En fin de journée, le feu est maîtrisé, les hommes sont retournés chez eux avant que l'on s’aperçoive que Henry n'est pas revenu avec les autres. Un groupe part à sa recherche, avec des lanternes et lampes de poche. Après plusieurs heures, on retrouve le cadavre de Henry Gein couché face contre terre sur la zone brûlée. Apparemment, le décès de l'homme remonte à un certain temps, et la mort serait due à une crise cardiaque, car son corps ne porte pas de trace de brûlure. Il a été rapporté plus tard, et peut-être embelli dans la biographie de Ed Gein, Déviants par Harold Schechter, que Henry présentait des ecchymoses sur la tête. La police rejette la possibilité d'un acte criminel par asphyxie, bien que le médecin légiste du comté l'ait officiellement répertorié comme étant une cause de la mort. Bien que certains enquêteurs soupçonnent Ed Gein d'avoir tué son frère, aucune accusation n'est portée contre lui.
Un an et demi plus tard, le 29 décembre 1945, alors qu'il a 39 ans, le décès de sa mère constitue pour lui une catastrophe. Livré à lui-même pour la première fois de sa vie, il refuse cette mort et tente tout pour la faire revivre, en commençant par des incantations devant sa tombe. Il se met alors à déterrer des cadavres et découpe leurs peaux pour se faire un « habit humain » de femme riche.

### Le tueur
Le 16 novembre 1957, Bernice Worden, une femme de 58 ans, propriétaire d’un magasin à Plainfield, disparaît dans les mêmes circonstances que Mary Hogan,, la propriétaire d’une taverne de Pine Grove (en) dans le comté voisin, près de trois ans auparavant. Un témoin ayant aperçu Ed Gein rôder autour du magasin de la victime à l'heure de sa disparition, les policiers se rendent à la ferme de ce dernier. Ils y découvrent une vision d'horreur : des abat-jours, rideaux, gants, draps, etc., en peau humaine, ainsi que des cadavres et certains morceaux humains, dans des bocaux notamment. Le corps de Bernice Worden, pendu par les pieds à une poutre de son hangar, a été décapité, éventré et vidé de ses entrailles. On retrouve également la tête de Mary Hogan dans un sac en papier.
Arrêté le jour même, celui que l'on surnomme désormais « le boucher de Plainfield » est accusé d'avoir assassiné deux femmes, et mutilé plusieurs cadavres qu'il a déterrés. En réalité, il a beaucoup plus de victimes à son actif car on retrouve chez lui des visages et ossements provenant de quinze corps attribués aux violations de sépultures dont il avoue s'être rendu coupable. Mais son procès est limité par souci d'économie, le comté de Waushara dont dépend Plainfield n'étant pas très riche et ne pouvant s'offrir un procès à plusieurs millions de dollars. Même s'il est dit tueur en série nécrophile, il n'a officiellement tué « que » deux femmes, comme il l'a avoué, prétendant pour les treize autres femmes que leurs restes proviennent de vol de cadavres. Le procureur refuse cependant d'ouvrir les tombes pour ne pas traumatiser les familles.

### Internement et jugement
Le 22 novembre 1957, Gein est accusé des meurtres de Bernice Worden et Mary Hogan et interné à l'hôpital psychiatrique de Waupun, en raison de troubles psychotiques. Plaidant la folie, le procureur accepte l'ouverture de deux tombes qui s'avèrent vides. Gein est déclaré aliéné au moment du crime, mais les experts psychiatres, pour calmer les esprits, estiment qu'un procès est envisageable dans quelques années, selon son évolution psychiatrique.
Onze ans plus tard, en novembre 1968, la justice décide finalement que Gein est sain d’esprit et peut être jugé. Les preuves étant nombreuses, il ne faut qu’une semaine pour boucler le procès et obtenir un verdict. Gein est déclaré coupable de meurtre avec préméditation. Lors d'un troisième procès, il est déclaré non coupable car mentalement irresponsable, et finalement il ne sera jamais jugé pour ses crimes,.
Il est interné dans un hôpital psychiatrique pour les psychotiques criminels, l’hôpital central d’État situé au sein de l'institution correctionnelle de Dodge (prison de haute sécurité) situé à Waupun, dans le Wisconsin, où on lui diagnostiquera une schizophrénie,.

### La fin
En 1978, Gein est transféré au service de gériatrie du Mendota Mental Health Institute (en) (hôpital psychiatrique de Madison dans le Wisconsin).
Il y décède en 1984, des suites d'une insuffisance respiratoire et d'un cancer de l'intestin  à l'âge de 77 ans,,.
Ed Gein est inhumé au cimetière de Plainfield aux côtés de ses parents et de son frère Henry,. Mais à la suite de nombreux actes de vandalisme, la pierre tombale est transférée en juin 2001 dans un musée dans le comté de Waushara.

## Victimes

### Victimes confirmées
- Mary Hogan, 53 ans, disparue le 8 décembre 1954, à Plainfield, partiellement retrouvée à la ferme de Gein en novembre 1957[1],[3].
- Bernice Worden, 58 ans, disparue le 16 novembre 1957, à Plainfield, retrouvée éventrée à la ferme de Gein le soir même[3],[12],[14].

### Victimes supposées
- Henry George Gein, 43 ans, "tué" mort le 16 mai 1944, au sein de la ferme familiale de Fort Atkinson[3],[9].
- Georgia Jean Weckler, 8 ans, disparue le 1er mai 1947, près de Fort Atkinson[3],[26].
- Victor Harold Travis, 41 ans, et Raymond Burgess, 43 ans, disparus le 1er novembre 1952, à Plainfield[3].
- Evelyn Grace Hartley, 15 ans, disparue dans la soirée du 24 octobre 1953, à La Crosse[3].
- James Walsh, 32 ans, disparu en juin 1954, à Plainfield[27].
- Irene Keating, 30 ans, disparue en août 1956, à Plainfield[26].

## Adaptations au cinéma
Son histoire a inspiré certains éléments de quelques films :
- Psychose d'Alfred Hitchcock, en 1960, d'après le roman de Robert Bloch[28] ;
- Massacre à la tronçonneuse de Tobe Hooper, en 1974[29] ;
- Maniac de William Lustig, en 1980, s'inspirant librement de l'histoire d'Ed Gein ;
- Le Silence des agneaux de Jonathan Demme, en 1991[30], inspiré du roman éponyme  de Thomas Harris ;
- Deranged, réalisé par Jeff Gillen et Alan Ormsby (en) en 1974 ;
- Ed Gein , le boucher, réalisé par Chuck Parello en 2000 ;
- Ed Gein est un des amis de Pogo dans le court métrage québécois Pogo et ses amis réalisé par François Guay en 2008 ; c'est un film de fiction animé sur le tueur en série John Wayne Gacy ;
- dans American Psycho (2000), le tueur (Patrick Bateman) parle de son adoration pour Ed Gein ; il est également psychopathe, ne pouvant s'empêcher de tuer femmes, sans-abris et homosexuels ;
- Psychose, la reprise du film homonyme d'Hitchcock, par Gus Van Sant ;
- Dragon Rouge, deuxième épisode de la tétralogie Hannibal Lecter, par Brett Ratner ;
- Maniac réalisé par Franck Khalfoun en 2012, remake du film homonyme de 1980 ;
- Skinner (1993), film de Ivan Nagy.
- Hitchcock (2012), film de Sacha Gervasi sur la création du film Psychose, on y suit en parallèle la vie d'Ed Gein interprété par Michael Wincott.

## Adaptation à la télévision
- Dans l'épisode de South Park Le Don Incroyable de Cartman, le serial killer ressemble à Ed Gein par le fait qu'il veuille faire l'amour avec sa mère et qu'il détient des morceaux de corps de ses victimes ;
- Le tueur Bloody Face, apparaissant dans la saison 2 de la série American Horror Story: Asylum en est directement inspiré de la vie de Gein ;

- Scream est inspiré des actes de Ed Gein ;
- Bates Motel, l'adaptation en série TV du film Psychose ;
- Zak Bagans, enquêteur paranormal et aussi présentateur de l'émission Deadly Posse.
- Son histoire est évoquée et apparaît brièvement en Flashback dans l'épisode 8 Lionel de la série Dahmer sur Netflix, qui date de 2022.
- Son histoire sera racontée dans la saison 3 de monstre, où il sera interprété par l'acteur britannique, Charlie Hunnam.

## Adaptation en bande dessinée
- 2009 : Ed Gein, de Dobbs (scénario) et Alessandro Nespolino (dessin), en 46 planches, parue aux éditions Soleil, collection Serial Killer (n°4), en avril 2009, qui retrace la biographie de l'homme à travers sa rencontre avec un journaliste qui l'a connu dans sa jeunesse, le tout dans un style old school proche de ce que faisait EC Comic à la grande époque des Horror comics  (ISBN 978-2-302-00312-5)
- 2022 : Ed Gein - Autopsie d’un tueur, d'Harold Schechter (scénario) et Eric Powell (scénario, dessin et couleurs), en 210 pages, parue aux éditions Delcourt, en mars 2022  (ISBN 978-2-413-04642-4) ; traduction de Lucille Calame de la version originale Did You Hear What Eddie Gein Done ? 2021

## Émissions de télévisions
Dans l'émission Deadly Possessions, présentée par Zak Bagans (Ghost Adventures), dans l'épisode 5 de la 1re saison, Zak interviewe l'ancien propriétaire du chaudron que Ed Gein  utilisait pour cuisiner ses victimes. Le chaudron serait hanté par les esprits des victimes de Ed. Il se trouve actuellement dans le musée de Zak Bagans à Las Vegas.

### Musique
- Le groupe de musique Billy The Kid, du Costa Rica a sorti en 2010 sur l'album jonestown la chanson nommée Ed Gein
- Le groupe américain Slayer a sorti en 1990 une chanson intitulée Dead Skin Mask sur l'album  Season in the Abyss qui fait référence à Ed Gein , chanson reprise plus tard par le groupe de Thrash Métal;
- Mudvayne, un autre groupe américain, a sorti une chanson intitulée Nothing to Gein sur leur album L.D. 50 ;
- Il existe un groupe américain de grindcore chaotique qui s'appelle Ed Gein ;
- Necrophiliac, un one-man band du Québec fondé par Eric Marsan, a écrit une chanson intitulée Ed Gein, en hommage au tueur ;
- John 5, un groupe américain, s'en inspire pour le morceau Dead Art In Plainfield ;
- Le groupe suédois Deranged a sorti en 2002 un album intitulé Plainfield Cemetary ;
- Ed Gein est évoqué dans la musique du groupe industriel Combichrist, dans la chanson God Bless (sur l'album Everybody Dies In Their Nightmares), en compagnie d'autres tueurs ;
- Le rappeur américain Eminem s'est inspiré des évènements du film Le silence des agneaux lui-même relié directement à Ed Gein dans sa chanson Buffalo Bill de son album Relapse: Refill ;
- Un des bassistes du groupe Marilyn Manson a porté le nom de scène de Gidget Gein , tiré du personnage de série TV Gidget et de Ed Gein ;
- Le groupe américain Blind Melon a composé une chanson intitulée Skinned, qui se retrouve sur le deuxième album du groupe, Soup. La chanson parle de recréer toutes sortes d'objets domestiques (table à café, abat-jour, etc.) à partir de peau et d'ossements humains. La trame débute sur une narration qui mentionne clairement le nom d'Ed Gein ;
- Le groupe américain de death metal Macabre a sorti en 1987 une chanson intitulée Ed Gein sur l'album Grim Reality ;
- Le groupe de dubstep "Ry Legit" a sorti une chanson portant son nom, en mixant plusieurs spots télévisuels parlant de lui à l'époque ;
- Le groupe The Meteors a sorti une chanson intitulée A very Handy Man indeed relatant les actes de Ed Gein .
- Le groupe Bring Me the Horizon cite son nom dans les paroles de sa chanson wonderful life.
- Ed Gein est cité dans la chanson intitulée Ronald par le groupe Falling in Reverse, en collaboration avec Tech N9ne et Alex Terrible, le chanteur du groupe Slaughter to Prevail.

### Art
L'artiste POP et ex-bassiste de Marilyn Manson, Gidget Gein, a choisi ce pseudonyme composé en hommage à Gidget, un personnage de télévision, et à Ed Gein, qu'il a peint à plusieurs reprises.
L'artiste Joe Coleman collectionne des objets lui ayant appartenu et le considère comme un sujet passionnant.
La première exposition de l'artiste performeur et plasticien belge Danny Devos s'appelle "In Memory of Ed Gein".

### Manga
- Le personnage de Ge'in, du manga Kenshin le vagabond de Nobuhiro Watsuki, est inspiré de Ed Gein ;
- Le personnage de Yasaku Edogai, du manga et animé Golden Kamui de Satoru Noda, possède la même attirance pour les vêtements et le mobilier à base de corps humains.
- le personnage de Yoshikage Kira dans la 4 eme partie du mange JoJo Bizarre Adventure est partiellement inspiré de Ed Gein vis à vis de son fétichisme pour les morceaux de corps humain.

### Jeux vidéo
- Dans The Elder Scrolls IV: Oblivion, le joueur rencontre, pendant les quêtes de la Confrérie Noire, des assassins, un membre ayant pour but de se venger de la confrérie qui avait tué sa mère au cours d'un contrat. Le protagoniste découvre plus tard, dans sa cave, des objets de culte de magie noire ainsi que la tête de sa mère posée sur un autel. Dans de nombreuses notes qu'il laisse derrière lui et dans lesquelles il dialogue avec sa mère, le tueur mêle sa haine contre elle, qui semblait fortement autoritaire vis-a-vis de son fils, et son désir de la ressusciter.
- Dans Dofus, Gein est le fils de Sram, le dieu des assassins et des ombres.
- Outlast : Whistleblower : Eddie Gluskin est directement inspiré de Ed Gein .
- Dans Dead By Daylight : le DLC Leatherface a été implanté au jeu.
- Dans Silent Hill 2, le joueur participe à un quiz dont l'une des questions porte sur un meurtrier. Une des réponses proposées est Ed Gein.
- Dans Silent Hill 4: The Room, un personnage secondaire s'appelle Jasper Gein.
- Dans The Texas Chain Saw Massacre en tant que Leatherface.